# Эббот, Джек Генри
Джек Генри Эббот (1944—2002) — американский преступник и писатель. Значительную часть жизни с детского возраста провёл в исправительных заведениях для несовершеннолетних, а затем в тюрьмах для взрослых. В 1981 году был освобождён из тюрьмы, где отбывал наказание за ряд уголовных преступлений, включая убийство. Освобождение стало возможным после того, как ряд крупных литературных критиков и Норман Мейлер высоко оценили его книгу «Во чреве зверя» и начали общественную кампанию за выход автора на свободу. Шесть недель спустя Эббот, успевший блеснуть на литературном небосклоне Нью-Йорка, убил официанта и вернулся в тюрьму по новому приговору. В 2001 году получил отказ в досрочном освобождении. В 2002 повесился на самодельной петле в своей камере.

## Произведения
- «Во чреве зверя» (1981, англ. In the Belly of the Beast)
- «Моё возвращение» (1987, англ. My Return)

## Взгляды
В своих произведениях и высказываниях Эббот критиковал американскую тюремную систему, считая, что она не исправляет преступников и вредит обществу. Себя считал жертвой её жестокости, отмечая, что с раннего возраста находился в заключении, часто в опасных условиях и плохой компании.

## В культуре
- В 1983 Trinity Rep Theatre из штата Род-Айленд поставил по книге «Во чреве зверя» спектакль. Один из актёров сыграл самого Эббота, на тот момент живого[3]
- Австралийский фильм Ghosts... of the Civil Dead (1988) был вдохновлен жизнью Эббота
- Группа Anthrax в своём номинированном на Грэмми альбоме Persistence Of Time (1990) имеет песню «In The Belly Of The Beast».
- Текст книги использован в фильме Shambondama Elegy (1999) (другое название Tokyo Elegy)
- В 2004 в Нью-Йорке вышла пьеса In the Belly of the Beast Revisited[4].
- В 2009 также в Нью-Йорке вышла другая пьеса — Binibon об убийстве Эбботом официанта в 1981 году в одноимённом кафе
- В 13-м сезоне сериала «Закон и порядок» серия «Genius» основана на деле Эббота.
- В 2024 году выходит одноимённый фильм.

## Интересный факт
- На следующий день после последнего убийства Эббота не осведомлённая о преступлении New York Times поместила на своих страницах хвалебную рецензию на его книгу.

## Комментарии
1. ↑  Книга Эббота «Во чреве зверя» (In the Belly of the Beast) составлена из писем Эббота Мейлеру.